# Датаграммный сокет
Датаграммный сокет — это сокет, предназначенный для передачи данных в виде отдельных сообщений (датаграмм). По сравнению с потоковым сокетом, обмен данными происходит быстрее, но является ненадёжным: сообщения могут теряться в пути, дублироваться и переупорядочиваться. Датаграммный сокет допускает передачу сообщения нескольким получателям (multicasting) и широковещательную передачу (broadcasting).
Протоколы:
- UDP
- UDP Lite